# Mazinho (ur. 1987)
Mazinho, właśc. Anderson Soares da Silva (ur. 16 października 1987) – brazylijski piłkarz występujący na pozycji napastnika.

## Kariera piłkarska
Od 2009 roku występował w Oeste, Marília, Noroeste, São Caetano, América, SE Palmeiras, Vissel Kobe i Coritiba.